# Francisco Expedito Lopes
Francisco Expedito Lopes (* 8. Juli 1914 in Meruoca, Sobral, Ceará, Brasilien; † 2. Juli 1957 in Garanhuns) war ein brasilianischer Geistlicher und römisch-katholischer Bischof von Garanhuns.

## Leben
Francisco Expedito Lopes empfing am 30. Oktober 1938 in Rom das Sakrament der Priesterweihe.
Papst Pius XII. ernannte ihn am 30. August 1948 im Alter von erst 34 Jahren zum ersten Bischof des bereits Ende 1944 errichteten Bistums Oeiras. Der Bischof von Sobral, José Tupinambá da Frota, spendete ihm am 12. Dezember  desselben Jahres die Bischofsweihe. Mitkonsekratoren waren der Bischof von Limoeiro do Norte, Aureliano de Matos, und der Bischof von Caxias do Maranhão, Luís Gonzaga da Cunha Marelim CM.
Am 24. August 1954 ernannte ihn Papst Pius XII. zum Bischof von Garanhuns. Am 1. Juli 1957 wurde er in der bischöflichen Residenz von einem Priester niedergeschossen, dem er wegen moralischer Verfehlungen die Suspendierung vom Priesteramt angedroht hatte. Am nächsten Morgen starb er im Hospital Regional Dom Moura an den Schussverletzungen.
Das Bistum Garanhuns leitete für ihn das Verfahren zur Seligsprechung als „Märtyrer für die Verteidigung der Moral“ ein. Die Akten wurden im Jahr 2004 an die Kongregation für die Selig- und Heiligsprechungsprozesse in Rom übergeben.